# غريب (عين العرب)
غريب  قرية سوريّة تتبع إداريّاً لمحافظة حلب منطقة عين العرب ناحية مركز عين العرب، بلغ تعداد سكانها 64 نسمة حسب التعداد السكاني لعام 2004.